# Pierre Marcel
Pour l’article ayant un titre homophone, voir Pierre Marcelle.
Pour les articles homonymes, voir Marcel et Pierre Marcel (homonymie).
Pierre Marcel, né le 13 janvier 1934 à La Rochelle (Charente-Maritime) et mort le 27 février 2006 à Muret (Haute-Garonne), est un professeur d’histoire-géographie et inventeur du site magdalénien La Piscine à Montmorillon (Vienne). En 2021, le site préhistorique dit "La Piscine" porte le nom de son inventeur Pierre Marcel.

## Biographie

### Famille et origines
Fils de parents agents des postes, il fit toute sa scolarité dans sa ville natale. Son bac en poche, il poursuivit ses études à l’université de Poitiers et obtint son CAPES de Géographie. Après son service militaire, il est nommé en 1964, professeur d’Histoire-Géographie à Montmorillon, dans l'actuel Lycée Jean Moulin. Deux ans après son arrivée, le gisement La Piscine est découvert fortuitement à côté du centre aquatique communautaire de l'Allochon de Montmorillon.

### De la géographie à la préhistoire
La mise au jour du site magdalénien La Piscine pousse Pierre Marcel à reprendre ses études universitaires. À la Faculté de Bordeaux, il suit les cours du professeur François Bordes et son maître-assistant François Prat qui dispense des cours relatifs à la paléontologie. En parallèle, Pierre Marcel participe à plusieurs chantiers de fouilles dans le Périgord au cours des étés 1966 et 1967 sous la conduite de François Bordes et de son épouse Denise de Sonneville Bordes, à Pech-de-l'Azé I et II et à Caminade. L’enseignement qu’il suivra à l’université de Bordeaux lui permettra d’obtenir son certificat de Préhistoire en 1967.

### 1968
C’est une date importante pour Pierre Marcel, car elle marque la première campagne de fouilles sur le site préhistorique La Piscine. Plusieurs chantiers archéologiques se succéderont de façon irrégulière jusqu’en 1982. Chaque été, des équipes de fouilleurs volontaires venus de toute l’Europe viendront participer à cette aventure archéologique.

### Un acteur local de la vie culturelle
En 1970, Pierre Marcel et Monique Gésan participe à la création de la Société Archéologique et Historique du Montmorillonnais, association régie par la loi 1901 qui facilite l’organisation de la fouille mais également la gestion de ces découvertes. Une partie des collections sont exposées dans le bâtiment dit de la grange dîmière de la Maison-Dieu de Montmorillon, transformé pour l’occasion en musée municipal d’Archéologique Préhistorique. En 1977, Pierre Marcel est nommé Conservateur par le Ministère de la Culture.

### Les difficultés
En 1971, Pierre Marcel est muté à Muret (Haute-Garonne). Malgré sa nouvelle affectation, il poursuit les fouilles durant les vacances scolaires. En 1974, la submersion de son domicile va détruire une partie des documents relatifs au chantier de La Piscine (carnets de fouilles, relevés, photographies, plans…). Ces inondations vont perturber la suite de ses recherches. La campagne de 1982 marque l’arrêt des fouilles sur le gisement de la Piscine. Pierre Marcel avait, semble-il, prévu de mettre au propre ses notes et relevés de terrain afin de publier « le résultat de 10 ans de travail ».

### Fin de vie et postérité
Retraité de l'enseignement en 1998, Pierre Marcel ne reprendra jamais les fouilles sur le gisement de Montmorillon. Bien qu'il n'ait jamais pu étudier l'ensemble du mobilier archéologique découvert durant ces 16 campagnes de fouilles, Pierre Marcel a profondément et durablement laissé son empreinte sur le site préhistorique de la Piscine. À la fois organisateur du chantier de fouilles et des recherches scientifiques, l’inventeur du gisement n’a eu de cesse d’étudier et de faire partager sa passion pour la préhistoire tout le long de sa vie.

## Publications
- Pierre Marcel, « La culture du tabac dans le département de la Vienne » in: " Norois) ", n°30, avril-juin 1961, pp. 167-208.
- Pierre Marcel, « Gravure magdalénienne sur cortex de nucléus » in: Congrès préhistorique de France, compte-rendu de la XXº  session, Provence, 1-7 juillet 1974, Paris, 1977, pp. 365–368, 2 fig.

### Sources
- Pierre Marcel, La Piscine, Montmorillon, 1967.  Rapport dactylographié rendu à la Direction de la Circonscription Archéologique  du Poitou-Charentes. 12 p. (non publié).
- Pierre Marcel, La Piscine, Montmorillon, 1968.  Rapport dactylographié rendu à la Direction de la Circonscription Archéologique  du Poitou-Charentes. 29 p. (non publié).
- Pierre Marcel, La Piscine, Montmorillon, 1970.  Rapport dactylographié rendu à la Direction de la Circonscription Archéologique  du Poitou-Charentes. 21 p. (non publié).
- Pierre Marcel, Rapport de fin d'année concernant  les travaux de fouilles archéologiques, campagne 1971. Abri magdalénien de La  Piscine, Montmorillon (Vienne). Rapport dactylographié rendu à la Direction  de la Circonscription Archéologique du Poitou-Charentes. 42 p. (non publié).
- Pierre Marcel, La Piscine, Montmorillon, 1974.  Rapport dactylographié rendu à la Direction de la Circonscription Archéologique  du Poitou-Charentes. 9 p. (non publié).
- Pierre Marcel, Rapport de fin d’année, campagne 1975. Abri magdalénien de La Piscine, Montmorillon. Rapport dactylographié rendu à la Direction de la Circonscription Archéologique  du Poitou-Charentes. 20 p.(non publié).
- Pierre Marcel, Rapport de fin d’année, campagne 1976. Abri magdalénien de La Piscine, Montmorillon. Rapport dactylographié rendu à la Direction de la Circonscription Archéologique  du Poitou-Charentes. 23 p.(non publié).
- Pierre Marcel, Rapport de fin d’année, campagne 1977. Abri magdalénien de La Piscine, Montmorillon. Rapport dactylographié rendu à la Direction de la Circonscription Archéologique  du Poitou-Charentes. 21 p.(non publié).
- Pierre Marcel, Rapport de fin d’année, campagne 1978. Abri magdalénien de La Piscine, Montmorillon. Rapport dactylographié rendu à la Direction de la Circonscription Archéologique  du Poitou-Charentes. 30 p.(non publié).
- Pierre Marcel, Rapport de fin d’année, campagne 1979. Abri magdalénien de La Piscine, Montmorillon. Rapport dactylographié rendu à la Direction de la Circonscription Archéologique  du Poitou-Charentes. 17 p.(non publié).
- Pierre Marcel, Rapport de fin d’année, campagne 1980. Abri magdalénien de La Piscine, Montmorillon. Rapport dactylographié rendu à la Direction de la Circonscription Archéologique  du Poitou-Charentes. 3 p.(non publié).
- Pierre Marcel, Rapport de fin d’année, campagne 1981. Abri magdalénien de La Piscine, Montmorillon. Rapport dactylographié rendu à la Direction de la Circonscription Archéologique  du Poitou-Charentes. 19 p.(non publié).